# John Adams (martyr)
Pour les articles homonymes, voir Saint Jean, John Adams et Adams.
John Adams (Né vers 1543 à Winterborne St Martin dans le Dorset en Angleterre - mort le 8 octobre 1586 à Tyburn, Londres, Angleterre ) est un prêtre catholique anglais arrêté et exécuté sous le règne d'Elizabeth Ire. 

## Biographie
John Adams est prêtre anglican lorsqu'il décide de devenir catholique. Pour pouvoir être ordonné prêtre catholique il se rend en France et intègre le Collège anglais de l'université de Reims en 1579. Il est ordonné l'année suivante. Pendant les deux années suivantes il effectue discrètement plusieurs voyages entre la France et l'Angleterre . En 1584 néanmoins il est arrêté à Winchester et emmené à Londres où il est emprisonné à la prison de Marshalsea. La sentence est clémente puisqu'il est uniquement condamné au bannissement. Mais à peine arrivé en France il retourne clandestinement en Angleterre. Il est à nouveau capturé à Winchester et se retrouve cette fois-ci emprisonné à Tyburn. Les juges cette fois-ci ne se montrent plus aussi cléments. Il est condamné à mort. La peine appliquée est celle pour les traîtres. La condamnation à la pendaison, éviscération et écartèlement est exécutée le 8 octobre 1586. Avec lui deux autres prêtres, John Lowe et Robert Dibdale et peut-être son propre frère, un laïc. Ce dernier fait n'est pas certain et le prénom n'est en aucun cas connu.

## Vénération
John Adams fut béatifié le 22 novembre 1987 par le pape Jean Paul II. Il est l'un des quatre-vingt-cinq martyrs d'Angleterre et de Galles béatifiés par ce dernier.